# Праанатолийский язык
Протоанатолийский (праанатолийский) язык — мёртвый язык, от которого происходят все древние анатолийские языки (в том числе хеттский). Как и все бесписьменные праязыки, реконструируется лингвистами путём применения сравнительного метода ко всем засвидетельствованным анатолийским языкам. Напрямую в письменных памятниках не зафиксирован.
Отделение протоанатолийского языка от раннего праиндоевропейского языка (иногда именуемого индо-анатолийским), как считается, произошло существенно раньше отделения от него иных ветвей, о существовании которых ныне известно (см. индо-хеттская гипотеза). К. Мелчерт относит начало распада праанатолийского на отдельные языки к рубежу IV и III тысячелетий до н. э. (при любом раскладе — не позднее 2500 года до нашей эры).
Праанатолийский в целом сохранил праиндоевропейскую систему гласных, а также ларингальные согласные. Существование в этом языке только двух родов (одушевлённого и неодушевлённого) указывает на то, что разделение на мужской и женский род произошло в праиндоевропейском языке после отделения праанатолийского. Помимо mi-спряжения глаголов, в праанатолийском существовало спряжение на -hi, объяснение которого из праиндоевропейского вызывает немалые сложности.

## Фонология
По большей части, протоанатолийский язык был реконструирован на основе хеттского, наиболее засвидетельствованного анатолийского языка. Однако использование хеттской клинописной системы письма ограничивает возможность понимания и реконструкции анатолийской фонологии, отчасти из-за недостатка принятой аккадской клинописной слоговой азбуки для представления хеттских фонем, а отчасти из-за хеттских писцовых практик.
Это особенно актуально в отношении путаницы глухих и звонких зубных смычек, когда знаки -dV- и -tV- используются взаимозаменяемо в разных написаниях одного и того же слова. Кроме того, в слогах структуры VC (гласный+согласный) обычно используются только знаки с глухими смычками. Распределение написаний с одинарными и удвоенными согласными в древнейших сохранившихся памятниках указывает на то, что рефлексы праиндоевропейских глухих смычных писались как двойные согласные, а звонких смычных — как одинарные согласные. Эта закономерность наиболее последовательна в случае зубных смычных в древних текстах; более поздние памятники часто демонстрируют нерегулярные вариации этого правила.

### Гласные
Общеанатолийский язык сохраняет праиндоевропейскую систему гласных в основном нетронутой. Некоторые ссылаются на слияние пра-и.е. *o и *a (включая из *h₂e) как на общеанатолийское новшество, но, по мнению Мелчерта, это слияние было вторичным общим новшеством в хеттском, палайском и лувийском, но не в ликийском. Соответственно, в общем анатолийском языке были следующие короткие гласные: */i/, */u/, */e/, */o/ и */a/.
Среди долгих гласных */eː/ < пра-и.е. *ē отличается от */æː/ < пра-и.е. *eh₁, причем последний дает ā в лувийском, лидийском и ликийском языках. Мелчерт (1994) также ранее предполагал контраст между более близким среднепередним гласным */eː/ < пра-и.е. *ey (дающим позднехеттский ī) и более открытым */ɛː/ < пра-и.е. *ē (остающимся позднехеттским ē), но примеров немного, и их можно объяснить иначе.
Статус оппозиции между долгими и краткими гласными не совсем ясен, но точно известно, что он не сохраняет праиндоевропейское противопоставление, поскольку хеттское написание варьируется таким образом, что очень трудно установить, были ли гласные изначально долгими или краткими. Даже при том, что более старые тексты, по-видимому, более консервативны и последовательны в обозначениях, существуют значительные различия в длине гласных в разных формах одной и той же лексемы. Таким образом, Карруба (1981) предположил, что так называемое scriptio plena (удвоение клинописного знака) представляет не долгие гласные, а скорее ударные гласные, отражая положение свободного праиндоевропейского ударения.
Интерпретация Каррубы не является общепринятой; по мнению Мелчерта, единственная функция scriptio plena — указывать количество гласных; по его мнению, хеттский контраст a/ā наследует дифонемический протоанатолийский контраст, */ā/ отражающий пра-и.е. */o/, */a/, */ā/, и протоанатолийский */a/ отражающий пра-и.е. */a/. По мнению Мелчерта, удлинение ударных кратких гласных в открытых слогах не может быть протоанатолийским, и то же самое касается удлинения в ударных закрытых слогах.
Однако в работе Хоффнера и Мелчерта (2008) утверждается, что scriptio plena редко использовалось для обозначения вопросов типа «да-нет», поскольку в хеттском письме не было вопросительного знака. Такое использование происходит от писцов в Ассирии и Вавилонии, которые писали на аккадском языке клинописью.

### Согласные
Одной из наиболее характерных фонологических особенностей, общих для всех анатолийских языков, является лениция праиндоевропейских глухих согласных (включая шипящий *s и гортанный *ḫ) между безударными слогами и следующими за ним долгими гласными. Оба эти правила можно рассматривать вместе как правило лениции между безударными морами, если долгие гласные анализируются как последовательность из двух гласных. Все начальные звонкие смычки в анатолийском в конечном итоге сливаются с простыми глухими смычками; однако в лувийском языке звонкие велярные смычки *G- и глухие велярные смычки *K- различаются (начальный *G смягчается до */j/, а затем теряется перед /i/, в отличие от *K), что показывает, что это было позднее ареальное развитие, а не протоанатолийское.
Праанатолийский — единственный дочерний язык праиндоевропейского, который напрямую сохранил ларингальные согласные. В транскрипциях анатолийских языков, записанных клинописью, буква ‹ḫ› представляет звук (праанатолийский *H), восходящий к гортанному *h₂ и, вероятно, но менее определенно, также к *h₃. Последовательности *h₂w и *h₃w дают лабиализованный гортанный *ḫʷ.
Помимо гортанных, долгое время считалось, что общеанатолийский язык является единственным дочерним языком, сохранившим трёхчастное различие велярных согласных от праиндоевропейского. Лучшим доказательством этого, как считалось, является его дочерний лувийский язык. Однако Мелчерт оспаривает это и относит анатолийский язык к ветви кентум.
Звонкие аспирированные смычные со временем утратили аспирацию и слились с простыми звонкими смычными. Плавные и носовые согласные унаследованы нетронутыми из праиндоевропейского, как и глайд *w. Ни одно исконно-праанатолийское слово не начинается с *r-. Одно из возможных объяснений состоит в том, что это было верно и для праиндоевропейского. Другое заключается в том, что это особенность языков из области, в которой говорили на дочерних языках праанатолийского.

## Морфология
В праанатолийском было два спряжения глаголов. Первое, mi-спряжение, было явно получено из знакомых праиндоевропейских окончаний настоящего времени. Второе, ḫi-спряжение, по-видимому, произошло от праиндоевропейского перфекта. Одно из объяснений состоит в том, что анатолийцы превратили перфект в настоящее время для определенной группы глаголов, в то время как другая, более новая теория заключается в том, что глаголы с окончанием ḫi продолжают особый класс настоящего времени, который имел сложную связь с праиндоевропейским перфектом.